# فیلارت بریکیان
فیلارت آرسنی بریکیان (ارمنی: Ֆիլարետ Արսենի Բերիկյան؛ زادهٔ ۱۷ نوامبر ۱۹۵۱) یک سیاستمدار اهل ارمنستان است که از تاریخ ۱۹۹۹ تا تاریخ ۲۰۰۳ سمت نمایندگی دوره دوم مجلس ملی جمهوری ارمنستان را برعهده داشت.

## زندگی‌نامه
در ۱۷ نوامبر ۱۹۵۱ در آخالکالاکی به دنیا آمد و از دانشگاه دولتی ایروان فارغ‌التحصیل شد. وی همچنین برنده مدال یادبود نخست‌وزیر ارمنستان شده‌است.

## یادداشت
1. ↑  Հայաստանի վարչապետի հուշամեդալ